# 飛翔入手
《飛翔入手》（日语：フライングゲット）是日本組合AKB48的第22張單曲，於2011年8月24日由King Records發售。單曲分為Type-A通常版、Type-A數量限定生產版、Type-B通常版、Type-B數量限定生產版和劇場版，總共五個版本。台灣版本由金牌大風發行。
單曲名稱原本的意思是指有人在電玩、漫畫、音樂CD或電腦軟體等商品正式發售前搶先一步買入的行徑，作詞人秋元康在聽到歌迷提及該詞時產生興趣而將其寫成歌曲，並在這張單曲中將其引申為「在你告白之前就提早一步向你示愛」和「比誰都要快得到你的愛意」。另外，單曲原名是假名直譯配上漢字。AKB48在單曲發行前舉辦了「AKB48第22張單曲選拔總選舉」，從而決定了這張單曲的主要參與成員。A面曲《飛翔入手》就是由這屆選拔總選舉的頭21名成員（選拔組）負責演唱的。
這張單曲在多個音樂排行榜都奪得首位。此外，這是Oricon公信榜開始逐日計算銷量以來，首次有音樂作品能夠在發售首天便取得破百萬銷量的作品，令單曲成功打破當時排行榜的首天以及首周銷量最高紀錄。單曲亦取得Oricon公信榜於2011年度的單曲年榜第1位。另一方面，AKB48亦憑這首歌獲得了第53屆日本唱片大獎，這是日本歷來首次有女子組合獲得這獎項。

## 唱片封面
《飛翔入手》的封面設計均帶有插畫風格，總共有五種版本，其中Type-A和Type-B的數量限定生產版的設計跟相應的通常版的幾乎一樣，只有封面上「AKB48」、和字樣的邊緣由白色變成金色。封面上以漢字為主，假名為副。另外，單曲的宣傳照跟封面照同樣是插畫風格。
除了上述五種封面版本外，還有為廣告製作的第六種版本，上面印有金色圖章的圖案。2011年8月23日，即發行前一天，於澀谷站的一個廣告版上鋪滿了這個版本的封面，總共3000張讓行人自行拿取，放置後一小時內一掃而空。
Oricon和Natalie等網站均指出Type-A的封面跟《飛翔入手》的音樂影片有所關聯。新聞網站「東京HEADLINE」的特集頁面在談到「這張單曲比平時更受注目的理由」時，指出封面「跟昭和風格或是傳統的功夫電影非常相似，讓不是（AKB48的）粉絲的人都會留下印象」。

## 發行和宣傳
單曲分為Type-A通常版、Type-A數量限定生產版、Type-B通常版、Type-B數量限定生產版和劇場版，總共五個版本。Type-A和Type-B均附有生寫真一張，兩款數量限定生產版則附有全國握手會活動參加券一張，而劇場版則附有劇場版發售紀念大握手會參加券和劇場版生寫真各一張。《飛翔入手》的音樂錄影帶由堤幸彥擔任導演。
單曲的廣告標語是「『飛翔入手』，即是甚麼？」（「フライングゲット」って、何ですか?）。AKB48在7月22日至24日於西武巨蛋舉行的公演中首次於現場活動披露《飛翔入手》，單曲封面在7月29日由Oricon公佈。8月23日，澀谷站出現3000張單曲的第五種封面，這些免費封面在一小時內被途人一掃而空。
AKB48首次獲邀出席由愛貝克思舉辦的野外演唱會a-nation，並見演唱了《飛翔入手》。AKB48在
《Coming Soon!!》、
《HEY!HEY!HEY!MUSIC CHAMP》、
《MUSIC STATION》、
《SMAP×SMAP》 
和《MUSIC JAPAN》等音樂節目均有宣傳單曲。
《飛翔入手》是富士電視台電視劇《花樣少年少女 ～美男☆樂園～》的主題曲、PSP遊戲與AKB1/48 偶像在關島戀愛的話…的主題曲、Peach John、Apamanshop網絡 和互聯網服務供應商plala的廣告歌；《不能擁抱你》是旅行社H.I.S的廣告歌；《不知不覺的青春》是東京電視台的電視劇24《馬路須加學園2》的片尾曲和Groupon的廣告歌；《冰淇淋之吻》是糖果商江崎固力果的廣告歌；《野菜占卜》是飲食品公司可果美的廣告歌。

## 評價
不少音樂評論家都給予《飛翔入手》肯定的評價。音樂網站hotexpress的評論指出這首歌的曲調是「AKB48史上最酷熱的」，並且形容歌曲的熱度相當「爽快」。另外，該評論認為與AKB48以往「將會是夏日指定歌曲」的概念相比，這首歌「是開拓偶像音樂新境界的歌曲，是一首嘗試將日本全年都變成夏日的派對歌曲，將會受到很多人喜愛吧」。Oricon的特集中，評論指「無論是歌曲、編曲、服裝還是PV，各部份都比以往的單曲感覺更成熟」，並認為AKB48在這首歌中展現出的「至今未見的光芒」便是「這些元素加起來的結果」，同時評論亦補充可能是20歲以上的成員增加了的緣故）。CD Journal的試聽評論則形容單曲是「以強烈的管樂器音色為特色的聲音，配上熾熱正面的訊息，完成了一首令人興奮的歌曲」。
在Oricon另一篇特別報道中，三澤千晶將這首歌跟AKB48以往的歌曲比較，指出「以往單戀的歌曲比較多，相比之下這次積極得多了」（「男生角度的單戀歌曲」有《Everyday、髮箍》和《馬尾與髮圈》等等）。另外，他形容這首歌是「給草食系男子打氣的歌曲」，因此可以說是《RIVER》的戀愛版本。

### 音樂和歌詞
飛翔入手

所以 比誰都要快

你心中的全部 都會是我的囊中物

《飛翔入手》副歌結尾
不同音樂網站和評論家都指出《飛翔入手》帶有拉丁美洲音樂的風格。與此同時，亦有評論指出歌曲帶搖滾風格。在Oricon的特別報導中，三澤千晶指這首歌是「拉丁風格的節奏和情緒高漲的歌曲」，並指出在AKB48的單曲中第一次有這種曲調的歌曲。
歌曲名稱「飛翔入手」（フライングゲット，Flying Get）是指「在正式發售日前就已將商品購入」的行為。就這個歌名，三澤指對於歌迷來說，希望盡早將喜歡的商品拿到手是理所當然，因此認為這個歌名必然是為歌迷而命名的。此外，這首歌在一開始已獲歌迷稱作（Furage）。不同的音樂網站都指出，這首歌的歌詞描述一個對戀愛充滿自信，認為「你跟我相愛是必然的」（君が僕に恋をしてるのは鉄板）的男生，因此覺得能比誰都要快得到自己傾慕的女性的愛意，跟「飛翔入手」原來的意思同出一轍。
《飛翔入手》跟AKB48以往所有歌曲一樣，均是由總製作人秋元康填詞。此外，這首歌由作曲，由生田真心編曲。兩人其後曾為AKB48的姊妹組合NMB48的第4張單曲《海岸邊最可愛的女孩！》作曲和編曲。

### 排行榜成績
單曲在RecoChoku手機片段下載和手機全曲付費下載的每日指數均排第一位，並獲選為2011年夏季戲劇主題曲第二位。
單曲憑102.6萬張的銷量在Oricon日榜取得第一位，取代自己的上一張單曲《Everyday、髮箍》成為發售首天銷量最高的單曲，同時是自2009年3月開始計算每日銷量以來，首次有音樂作品（包括音樂專輯）能夠在發售首天便取得破百萬銷量。
後來，單曲憑135.4萬成為Oricon週榜冠軍，取代自己的上一張單曲《Everyday、髮箍》成為發售首週銷量最高的單曲，亦是自《RIVER》以來連續9張單曲均取得週榜冠軍，追平由Pink Lady憑《變色龍軍團》所創下的女性團體連續取得週榜冠軍次數的紀錄，亦是自《變成櫻花樹》開始連續三張單曲均取得百萬銷量，這是自Pink Lady憑在1978年發行的單曲《海濱的辛巴達》創下的女性團體單曲連續取得百萬銷量紀錄以來的首次，同時亦是Oricon單曲排行榜歷史上首次出現連續兩張單曲的首週銷量均過百萬。
單曲在RIAJ付費音樂下載榜取得兩連冠。9月1日，單曲成為RecoChoku音樂錄影帶每日指數冠軍，《飛翔入手》的音樂錄影帶排第一位，第二、四和五位的分別是《冰淇淋之吻》、《不能擁抱你》和《不知不覺的青春》的音樂錄影帶。此外，這是AKB48首次有單曲能夠取得電台單曲排行榜冠軍，並且獲得RecoChoku兩個部門的2011年8月份最優秀樂曲獎。
AKB48憑此單曲、《變成櫻花樹》、《Everyday、髮箍》、《風正在吹》和《崇尚麻里子》名列2011年Oricon單曲年榜首五位，刷新由Pink Lady、光GENJI和嵐創下的首三位的紀錄，同時五張單曲均取得過百萬銷量，刷新由Mr.Children創下的四張百萬單曲的紀錄，並且憑734.6萬張成為歷來單曲年榜總銷量的第一位，此外亦憑此單曲獲得Oricon年榜冠軍，並且刷新Pink Lady憑《UFO》創下的女子組合單曲年榜冠軍銷量的最高紀錄。
在Billboard JAPAN的排行榜中，單曲於2011年9月5日的Hot 100、Hot Top Airplay、Hot Singles Sales、Adult Contemporary Airplay共4個排行榜同時取得第1位。年終排行榜方面，單曲於2011年的Hot 100 Year End以及Hot Singles Sales Year End都緊接第1位《Everyday、髮箍》取得第2位。此外，單曲在同一年度的Hot Top Airplay Year End以及Adult Contemporary Airplay Year End分別得到第33位及第41位。

### 獎項
- 第53屆日本唱片大獎 優秀作品獎、大獎[55]
- 第44屆日本有線大獎 有線音樂優秀獎[56]
- 第26屆日本金唱片大獎 五大單曲[57]
- 第70回日劇學院賞 主題曲賞[58]

## 音樂影片
《飛翔入手》的音樂影片由《20世紀少年》導演堤幸彥負責。這段音樂影片名為「武闘電影『紅色八月～飛翔入手篇』（武闘映画『紅い八月〜フライングゲット篇』）」，全段包括劇情部份和歌舞部份長達18分鐘。另外還有以劇情部份為主「武闘電影『紅色八月～頂上決戰篇』」和以歌舞部份以主的「Dancing Version」。此外，「武闘電影『紅色八月～頂上決戰篇』」亦有其預告篇。這些音樂影片是在同年6月16日至17日拍攝的，而影片由堤幸彥執導的消息則是於此前2011年6月9日舉行的總選舉開票環節上公布。
劇情部份以AKB48成員在用餐時談笑之際，在那裏出現來打倒她們的神秘武闘集團「赤邊古四十八士」為開始。之後所有成員跟武闘集團挑戰後，先後敗陣下來，最後前田敦子出場，並將所有敵人打敗。操縱敵方集團背後的真身隨之出現，黑幕原來是AKB48的大島優子。劇情末段，前田和大島二人展開對決，並且以前田勝利告終。在影片中伴隨成員一起出現的數字是她們在選拔總選舉的排名。
新聞網站「東京HAEDLINE」的特集頁面上，評論這段影片為「能令人聯想到著名美國電影《標殺令》，充滿陰謀和動作表演，就像一部短篇電影」。此外，該評論將影片形容為「在豪華的佈景中，成員間的對話來往令人嚇一跳，也有華麗的武打場面，已經超出一般音樂影片的範疇」。Excite News中的評論認為這段影片的劇情「將不久前的總選舉變成好像電視劇般的故事」（真實的總選舉中也是前田和大島二人爭奪冠軍之位），亦認為開場部份跟功夫電影沒兩樣。

## 現場表演
《飛翔入手》在2011年7月16日播映的TBS電視台節目《音樂日》中首次於電視上披露。其中，AKB48亦於7月22日至24日的「AKB48 好嘞～出發嘍～！in 西武巨蛋」演唱會表演這首歌。雖然三天的曲目編排不一，但是三場演唱會都將這首歌放到最後表演（不包括安可歌曲）。據Oricon的首天報告，第一天的演唱會上，這首歌由選拔組成員穿著跟音樂影片中相同的服裝表演，大島優子就該服裝表示「第一次不是像制服的」。此外，該報告的筆者三澤千晶將這首歌形容為「一首新的嘉年華歌曲（新しいお祭りナンバー）」，更說「舞蹈像大人跳的舞，讓人聯想到外國的嘉年華，用作壓軸表演感覺就像是華麗的煙花綻放一樣」。
AKB48亦曾於日本以外表演過這首歌曲。2011年10月9日，在越南河內市舉辦的「第2屆日越友好音樂祭」中，AKB48為第一組表演者，連同《飛翔入手》表演了兩首歌曲。
2011年12月30日，AKB48憑《飛翔入手》獲得第53屆日本唱片大獎，在頒獎典禮會場典禮上演唱了這首歌。當日的舞台服裝跟音樂影片中的不同，上面印有黑白色方格圖紋。根據Oricon的報告，這套服裝是刻意為日本唱片大獎當天預備的。在新聞網站「Techinsight」的報導，筆者評論相比AKB48以往被質疑是「對嘴」的表演，這次現場演唱因成員們都感動而泣，哭着唱這首歌，所以有真實感，給人「新鮮感」和「讓人有好感」。
同年12月31日，AKB48於第62回NHK紅白歌合戰表演了這首歌曲。AKB48這次的表演以「紅白2011 AKB48 Special MIX 〜加油日本！〜」為名，連續表演了3首歌曲。第1首歌曲《風正在吹》的服裝是以黑白色為基調的裙子。在這首歌結束，到下一首歌曲《飛翔入手》時，成員脫下身上黑白色的服裝，露出裏面以紅色為主色的裙子。這次表演每首歌曲參與表演的人數各有不同，《飛翔入手》的表演人數為61人（部份成員僅為伴舞）。此外，最後一首歌曲為《Everyday、髮箍》。

## 翻唱
《飛翔入手》曾被日本女歌手GILLE以英語翻唱。這首翻唱歌曲《飛翔入手（English Ver.）》於2012年6月27日以網上付費下載的形式發行。這首歌亦收錄在她於7月18日發行的專輯《I AM GILLE.》中，從而讓《飛翔入手》成為AKB48所有歌曲中首次由跟AKB48無關的歌手正式翻唱的歌曲。
GILLE最初於2012年2月1日將翻唱《飛翔入手》的影片上載到YouTube。這段影片的觀看次數在一個月內累積達100萬次，在觀眾間引起回響。AKB48總製作人秋元康（也是這首歌的填詞人）對此有很高的評價。之後當跟GILLE簽了約的Universal Music LLC正式申請翻唱時，他也很快就答應了。他說：「雖然有不少人說想翻唱AKB48的歌曲，但還是要看經紀公司的意向，很難可以滿足這些要求。不過當聽到GILLE的歌時，無論是誰說些甚麼我也想製作這首歌」。

## 參與成員
單曲的部份參與成員是按照AKB48第22張單曲選拔總選舉的排名而選拔出來的，首21位成員（選拔組）負責A面曲《飛翔入手》，第22至40位成員（Under Girls）則演唱B面曲《不能與你相擁》。
飛翔入手
（中央位置：前田敦子）
- Team A：倉持明日香（第21位）、小嶋陽菜（第6位）、指原莉乃（第9位）、篠田麻里子（第4位）、高城亞樹（第12位）、高橋南（第7位）和前田敦子（第1位）
- Team K：秋元才加（第17位）、板野友美（第8位）、大島優子（第2位）、峯岸南（第15位）、宮澤佐江（第11位）和橫山由依（第19位）
- Team B：河西智美（第16位）、柏木由紀（第3位）、北原里英（第13位）、佐藤亞美菜（第18位）、增田有華（第20位）和渡邊麻友（第5位）
- SKE48 Team S：松井珠理奈（第14位）和松井玲奈（第10位）

不能擁抱你
- Team A：多田愛佳（第25位）、大家志津香（第29位）、仲川遙香（第24位）和前田亞美（第37位）
- Team K：梅田彩佳（第22位）、仁藤萌乃（第31位）、藤江麗奈（第40位）和松井咲子（第38位）
- Team B：小森美果（第32位）、佐藤堇（第34位）、平嶋夏海（第26位）和宮崎美穗（第27位）
- Team 4：市川美織（第39位）和大場美奈（第35位）
- SKE48 Team S：大矢真那（第30位）和須田亞香里（第36位）
- SKE48 Team KII：高柳明音（第23位）和秦佐和子（第33位）
- NMB48 Team N：山本彩（第28位）

不知不覺的青春
- Team A：多田愛佳、倉持明日香、小嶋陽菜、指原莉乃、篠田麻里子、高城亞樹、高橋南、前田敦子和前田亞美
- Team K：秋元才加、板野友美、大島優子、菊地彩香、仁藤萌乃、峯岸南、宮澤佐江和橫山由依
- Team B：河西智美、柏木由紀、北原里英、小森美果、佐藤堇、宮崎美穗和渡邊麻友
- Team 4：市川美織、大場美奈、島崎遙香、島田晴香、永尾瑪利亞和山內鈴蘭
- SKE48 Team S：松井珠理奈和松井玲奈

淇淋之吻
- Team A：篠田麻里子、高橋南、前田敦子
- Team K：板野友美、大島優子
- Team B：渡邊麻友
- Team 研究生：江口愛實

野菜占卜
- Team A：多田愛佳、倉持明日香、小嶋陽菜、指原莉乃、篠田麻里子、高城亞樹、高橋南、前田敦子和前田亞美
- Team K：秋元才加、板野友美、大島優子、仁藤萌乃、峯岸南、宮澤佐江、橫山由依
- Team B：河西智美、柏木由紀、北原里英、小森美果、佐藤堇、宮崎美穗、渡邊麻友
- SKE48 Team S：松井珠理奈和松井玲奈
- SKE48 Team KII：高柳明音和向田茉夏
- SKE48 Team E：木本花音
- NMB48 Team N：山本彩和渡邊美優紀

## 歌曲列表
| Type-A | Type-A                       | Type-A | Type-A   | Type-A   | Type-A |
| 曲序   | 曲目                         |        | 作曲     | 編曲     | 时长   |
| ------ | ---------------------------- | ------ | -------- | -------- | ------ |
| 1.     | 《飛翔入手》（フライングゲット）             | 秋元康 | 炭田慎也 | 生田真心 | 4:15   |
| 2.     | 《不能擁抱你》（抱きしめちゃいけない）           | 秋元康 | 高木洋   | 增田武史 | 5:36   |
| 3.     | 《不知不覺的青春》（青春と気づかないまま）       | 秋元康 | 大谷靖夫 | 野中雄一 | 5:13   |
| 4.     | 《飛翔入手》（純音樂）       | －     | －       | －       |        |
| 5.     | 《不能擁抱你》（純音樂）     | －     | －       | －       |        |
| 6.     | 《不知不覺的青春》（純音樂） | －     | －       | －       |        |

| DVD  | DVD                                                      |
| 曲序 | 曲目                                                     |
| ---- | -------------------------------------------------------- |
| 1.   | 《飛翔入手》Music Video 武闘電影「紅色八月～飛翔入手篇」 |
| 2.   | 《不能擁抱你》Music Video                                |
| 3.   | 《不知不覺的青春》Music Video                            |
| 4.   | 武闘電影「紅色八月～頂上決戰篇」                         |
| 5.   | 《飛翔入手》Dancing Version                              |

| Type-B | Type-B                   | Type-B | Type-B   | Type-B   | Type-B |
| 曲序   | 曲目                     |        | 作曲     | 編曲     | 时长   |
| ------ | ------------------------ | ------ | -------- | -------- | ------ |
| 1.     | 《飛翔入手》             | 秋元康 | 炭田慎也 | 生田真心 | 4:15   |
| 2.     | 《不能擁抱你》           | 秋元康 | 高木洋   | 增田武史 | 5:36   |
| 3.     | 《冰淇淋之吻》（アイスのくちづけ）       | 秋元康 | 矢吹香那 | 增田武史 | 4:15   |
| 4.     | 《飛翔入手》（純音樂）   | －     | －       | －       |        |
| 5.     | 《不能擁抱你》（純音樂） | －     | －       | －       |        |
| 6.     | 《冰淇淋之吻》（純音樂） | －     | －       | －       |        |

| DVD  | DVD                                                      |
| 曲序 | 曲目                                                     |
| ---- | -------------------------------------------------------- |
| 1.   | 《飛翔入手》Music Video 武闘電影「紅色八月～飛翔入手篇」 |
| 2.   | 《不能擁抱你》Music Video                                |
| 3.   | 《冰淇淋之吻》Music Video                                |
| 4.   | 第3回AKB48總選舉 紀錄影像                                |
| 5.   | 武闘電影「紅色八月～頂上決戰篇．預告」                   |

| 劇場版 | 劇場版                   | 劇場版 | 劇場版     | 劇場版   | 劇場版 |
| 曲序   | 曲目                     |        | 作曲       | 編曲     | 时长   |
| ------ | ------------------------ | ------ | ---------- | -------- | ------ |
| 1.     | 《飛翔入手》             | 秋元康 | 炭田慎也   | 生田真心 | 4:15   |
| 2.     | 《不能擁抱你》           | 秋元康 | 高木洋     | 增田武史 | 5:36   |
| 3.     | 《野菜占卜》（野菜占い）         | 秋元康 | TANATONOTE | 武藤星兒 | 3:51   |
| 4.     | 《飛翔入手》（純音樂）   | －     | －         | －       |        |
| 5.     | 《不能擁抱你》（純音樂） | －     | －         | －       |        |
| 6.     | 《野菜占卜》（純音樂）   | －     | －         | －       |        |

## 註腳
1. ↑  這是包括音樂下載單曲《Baby! Baby! Baby!》的數目。若包括獨立製作時期的兩張單曲《櫻花的花瓣們》和《裙襬飄飄》，則為第24張。
2. ↑  此紀錄其後被自己的《風正在吹》（約104.6萬張）打破，其後再被刷新。
3. ↑  此紀錄其後被自己的《仲夏的Sounds good!》（約161.7萬張）打破。

## 外部連結
- AKB48官方YouTube频道公开播放影片：
  - YouTube上的《飛翔入手》PV（Dancing Version）
  - YouTube上的《不能擁抱你》PV預覽版
- YouTube上的日本女歌手GILLE翻唱版

- 單曲日文官方網頁（KING RECORDS）（日語）
  - TYPE-A 初回限定盤 （页面存档备份，存于）
  - TYPE-A 通常盤 （页面存档备份，存于）
  - TYPE-B 初回限定盤 （页面存档备份，存于）
  - TYPE-B 通常盤 （页面存档备份，存于）
  - 劇場盤 （页面存档备份，存于）
- 單曲宣傳街宣車
  - YouTube上的在澀谷行走的《飛翔入手》街宣車